# サシャ・ブルヒャート
サシャ・ブルヒャート（1989年10月30日 - ）はドイツの元サッカー選手。現役時代のポジションはGK。兄のニコ・ブルヒャートもサッカー選手であった 。

## 経歴
2002年夏にヘルタ・ベルリンにスカウトされる。2009年9月20日のハンブルガーSV戦でブンデスリーガデビューを果たしたが、ブンデスリーガ2回目の出場では致命的なミスを犯すなど安定感を欠いた。
2013-14シーズンはトーマス・クラフトとマリウス・ゲルスベックの控えとなった。5年ぶりのブンデスリーガの出場となった2015年4月25日のバイエルン・ミュンヘン戦では80分まで無失点に抑えるも、バスティアン・シュヴァインシュタイガーに決勝点を挙げられ0-1の敗北を喫した。
2022年8月8日、FCザンクトパウリに移籍した。